# Antechinus leo
Antechinus leo é uma espécie de marsupial da família Dasyuridae. Endêmica da Austrália.
- Nome científico: Antechinus leo (van Dick, 1980)

## Características
É uma das maiores espécies de Antechinus. Tem hábitos noturnos e é arbóreo. Tem a pelagem de cor canela e pontos vermelhos, os flancos são de cor canela e o ventre amarelo, as patas são marrom claro. Tem a cauda com poucos pelo marrom em cima e canela em baixo, possui uma listra escura na cabeça; Mede cerca de 11–16 cm de comprimento e a cauda de 9–14 cm, pesa cerca de  34-120 gramas.
Foi descrito pela primeira vez em 1980, havia sido confundido com ambos A. flavipes rubeculus e 'A. Godmani, o nome da espécie leo, refere-se a cor semelhante a do leão;

## Hábitos alimentares
Alimenta-se principalmente de invertebrados, ovos, néctar e, por vezes, pequenos vertebrados.

## Características de reprodução
A época de acasalamento é em setembro; As fêmeas possuem 10 tetas;

## Habitat
Habita a região de floresta tropical da Península do Cabo York;

## Distribuição Geográfica
Península do Cabo York da região de Iron ao sul no limite do território de McIwraith;